# Miss Global 2023
Miss Global 2023 fue la 10.ª edición del certamen Miss Global, correspondiente al año 2023; la cual se llevó a cabo el 18 de enero de 2024 en el Studio Bayon Tv Stueng Mean Chhey de la ciudad de Nom Pen, Camboya. Candidatas de 68 países y territorios autónomos compitieron por el título. Al final del evento, Shane Tormes, Miss Global 2022 de Filipinas, coronó a Ashley Meléndez, de Puerto Rico, como su sucesora.

## Resultados
| Posiciones        | Candidata |
| ----------------- | --- |
| Miss Global 2023  | - Puerto Rico - Ashley Meléndez |
| Primera Finalista | - Samoa - Haylani Kuruppu |
| Segunda Finalista | - Tailandia - Chonnikarn Supittayaporn |
| Tercera Finalista | - Filipinas - Pearl Hung |
| Cuarta Finalista  | - Vietnam - Đoàn Thu Thuỷ |
| Top 13            | - Australia - Janaya Reimers - Camboya - Leak Monyanita - India - Cynthia Kurniawan - Malasia - Taanusiya Chetty - República Dominicana - Francheska Pujols - Somalia - Zainab Jama ∆ - Sudáfrica - Zama Ntombela - Sudán - Tasabeh Diab §                         |
| Top 22            | - Brasil - Marcela Araki - Bulgaria - Valeriya Dokuzova - Colombia - Dahiana Aguilar - España - Raquel Robles - Estados Unidos - Danielle Alura - Lituania - Zlata Kozlova - Nigeria - Chinelo Ibegbunam - Nueva Zelanda - Jade Parsons - Venezuela - Iriana Pinto |

- § Votada en el top 13 por Elección del Público.
- ∆ Votada en el top 13 por Voto de Hermandad.

## Premios Especiales
| Título                         | Candidata                                  |
| ------------------------------ | ------------------------------------------ |
| Elección del Público           | - Sudán - Tasabeh Diab                     |
| Mejor Traje Nacional           | - Filipinas - Pearl Hung                   |
| Mejor en Talento               | - Estados Unidos - Danielle Alura          |
| Mejor en Video de Introducción | - Malasia - Taanusiya Chetty               |
| Miss Buena Voluntad            | - Brasil - Marcela Araki                   |
| Miss Fitness                   | - República Dominicana - Francheska Pujols |
| Miss Simpatía                  | - Pakistán - Shafina Shah                  |
| Voto de Hermandad              | - Somalia - Zainab Jama                    |

## Candidatas
68 candidatas compitieron por el título:
(En la tabla se utiliza su nombre completo, los sobrenombres van entrecomillados y los apellidos utilizados como nombre artístico, entre paréntesis; fuera de ella se utilizan sus nombres «artísticos» o simplificados).
| País/Territorio      | Candidata                       |
| -------------------- | ------------------------------- |
| Afganistán           | Nina Zirai                      |
| Alemania             | Patricia Sarina Rath            |
| Australia            | Janaya Reimers                  |
| Austria              | Sophie Seyfarth                 |
| Bahamas              | Kiana Dominique Harris          |
| Bangladés            | Afla Amran                      |
| Bélgica              | Yari Bastiaens                  |
| Brasil               | Marcela Araki Yamaguti          |
| Bulgaria             | Valeriya Georgieva Dokuzova     |
| Camboya              | Leak Monyanita                  |
| Camerún              | Marie Corinne                   |
| Canadá               | Armita Jalooli                  |
| China                | Chalsey Nguyen                  |
| Colombia             | Dahiana Aguilar Escobar         |
| Corea del Sur        | Robynn Ree                      |
| Croacia              | Nina Benic                      |
| Egipto               | Mirna Seif El-Nasr              |
| Eslovenia            | Viktoriia Lobanova              |
| España               | Raquel Robles                   |
| Estados Unidos       | Danielle Alura                  |
| Filipinas            | Louise Katrina Pearl Hung       |
| Francia              | Alison Carrasco                 |
| Ghana                | Regina Ampofowaa Darkwah        |
| Grecia               | Maria Pappas                    |
| Guinea               | Aïssatou Dioumo Diallo          |
| Haití                | Nathalie Rigaud                 |
| India                | Mansi Chourasiya                |
| Indonesia            | Cynthia Kurniawan Ong           |
| Irán                 | Mozhgan Rastegar                |
| Italia               | Kate Gatpandan                  |
| Jamaica              | Celine Walters                  |
| Japón                | Michiru Yakuwa                  |
| Kazajistán           | Zhuldyz Serikbayeva             |
| Kenia                | Joy Metheu                      |
| Laos                 | Vanh Budseng Vongchanthum       |
| Letonia              | Dorida Vlasova                  |
| Lituania             | Zlata Kozlova                   |
| Malasia              | Taanusiya Chetty                |
| México               | Maurah Raquel Ruiz              |
| Moldavia             | Irina Batiru Most               |
| Mónaco               | Cristina Mateias                |
| Myanmar              | Akari Hsu                       |
| Nigeria              | Chinelo Ibegbunam               |
| Noruega              | Helene Abildsnes                |
| Nueva Zelanda        | Jade Parsons                    |
| Pakistán             | Shafina Shah                    |
| Palestina            | Ella Mualla                     |
| Panamá               | Marlenis Santamaría Cortes      |
| Portugal             | Catarina Costa                  |
| Puerto Rico          | Ashley Meléndez Ríos            |
| República Checa      | Marie Danči                     |
| República Dominicana | Francheska Pujols Montés de Oca |
| Rusia                | Polina Kalugina                 |
| Samoa                | Haylanni Pearl Kuruppu          |
| Serbia               | Lara Stankovic                  |
| Sierra Leona         | Adel Caroline Jusu              |
| Singapur             | Chloe Hung                      |
| Somalia              | Zainab Jama                     |
| Sudáfrica            | Simphiwe Zama Ntombela          |
| Sudán                | Tasabeh Diab                    |
| Tailandia            | Chonnikarn Supittayaporn        |
| Taiwán               | Linda Huang                     |
| Turquía              | Derya Izabella Koch             |
| Uzbekistán           | Darya Masalskaya                |
| Venezuela            | Iriana Pinto                    |
| Vietnam              | Đoàn Thu Thuỷ                   |
| Zimbabue             | Mitchell Kudzai Matizha         |

### Candidatas retiradas
- Armenia - Christiane Garibian
- Ecuador - Karen Estupinan
- Escocia - Jacqueline «Jacky» Crawford
- Hmong - Shoua Thao
- Inglaterra - Emily Cossey
- Liberia - Hajamaya Mulbah
- Mozambique - Quelusha Nafta
- Países Bajos - Lonja Van Der Zanden
- Paraguay - Ana Barbara Benítez Cárdenas
- República Democrática del Congo - Christella Ilunga
- Ruanda - Gretta Iwacu
- Suazilandia - Ntombi Futhi
- Suiza - Nadiya Karplyuk
- Tíbet - Tenzin Paldon
- Trinidad y Tobago - Maria Seelal
- Uganda - Naukenya Trisa

### Candidatas reemplazadas
- Camerún - Lyne Malele fue reemplazada por Marie Corinne.
- Colombia - Valentina Cárdenas fue reemplazada por Dahiana Aguilar Escobar.
- Italia - Gabriela Bongiovanni fue reemplazada por Kate Gatpandan.
- Letonia - Dana Logina fue reemplazada por Dorida Vlasova.
- Malasia - Sunshine Aileen Devi fue reemplazada por Taanusiya Chetty.
- República Checa - Anne Amélie Vašáková fue reemplazada por Marie Danči.
- República Dominicana - Amelia Ramírez Rivera fue reemplazada por Francheska Pujols Montés de Oca.
- Somalia - Fowsia Abdirashid Abdihakin fue reemplazada por Zainab Jama.
- Tailandia - Marisa Phonthirat fue reemplazada por Chonnikarn Supittayaporn.

## Sobre los países en Miss Global 2023

### Naciones debutantes
| - Bangladés - Camerún - Eslovenia - Guinea | - Samoa - Somalia - Sudán |

### Naciones que regresan a la competencia
Compitieron por última vez en 2015:
- Puerto Rico
- Turquía

Compitió por última vez en 2016:
- Irán

Compitieron por última vez en 2017:
- Moldavia
- Mónaco
- Myanmar
- Noruega
- Portugal

Compitieron por última vez en 2018:
- Egipto
- Laos
- Taiwán
- Uzbekistán

Compitieron por última vez en 2019:
- Afganistán
- Bahamas
- Canadá
- Croacia
- Letonia
- Nueva Zelanda
- República Checa
- República Dominicana
- Rusia
- Sierra Leona

### Naciones ausentes
| - Angola - Azerbaiyán - Benín - Bielorrusia - Bosnia y Herzegovina - Cabo Verde - Emiratos Árabes Unidos - Eritrea - Gibraltar - Hong Kong - Hungría - Inglaterra | - Irlanda - Islandia - Marruecos - Nepal - Países Bajos - Perú - Rumania - Senegal - Tartaristán - Túnez - Uganda |